# Ciampea Udik
Ciampea Udik is een bestuurslaag in het regentschap Bogor van de provincie West-Java, Indonesië. Ciampea Udik telt 7022 inwoners (volkstelling 2010).